# Jorge Alfonso
Jorge Rolando Alfonso Ávalos (Buenos Aires, Argentina; 8 de enero de 1971) es un exfutbolista y entrenador argentino de fútbol. Actualmente es entrenador en República Dominicana y fue entrador de Aucas de la Serie A de Ecuador por menos de dos meses. 

## Trayectoria

### Como futbolista
Se inició en las categorías formativas de Racing Club, en aquel equipo debutó en la Primera División de Argentina y permaneció allí tres temporadas.
Luego jugó para Almirante Brown, Coras FC de México, Dock Sud, Argentino de Quilmes y Estudiantes de Córdoba. Finalizó su carrera en el Deportivo Saquisilí de Ecuador.

### Como entrenador
Comenzó su carrera como entrenador en Deportivo Saquisilí de Ecuador y luego regresó a la Argentina para trabajar en las categorías formativas de Racing, antes de convertirse en asistente de Abel Moralejo en Liga de Portoviejo.
Fue asistente de su compatriota Fabián Bustos en varios clubes ecuatorianos, incluyendo Manta, Deportivo Quito, Imbabura, Técnico Universitario y Macará. En 2005 asistió a Víctor Luna en Macará, logrando el ascenso a la Serie A de Ecuador al consagrarse campeón de la Serie B en el torneo Clausura 2005. Permaneció en Macará durante tres temporadas, donde fue director de las categorías formativas y entrenador del equipo de reserva.
En 2014, se desempeñó como entrenador de las categorías formativas del Manta y, meses después, fue nombrado entrenador del equipo principal en la Serie B de Ecuador, tras la salida del colombiano Armando Osma. Sin embargo dejó al club a mediados de 2015 al estar comprometido con el descenso. Posteriormente, en mayo de 2015, fue nombrado entrenador de Técnico Universitario, también en la Serie B, pero su paso allí duró solo dos meses.
En octubre de 2015, se incorporó al cuerpo técnico de César Vigevani como asistente en Cobreloa de Chile, donde estuvo hasta 2016.
En enero de 2017, regresó a Ecuador para dirigir al Manta en la Serie B de Ecuador, con el objetivo de lograr el ascenso a la Primera División. Sin embargo, fue despedido el 17 de marzo debido a los malos resultados y al encontrarse nuevamente en riesgo de descenso, dejando al club en el último lugar de la tabla. En ese mismo año, volvió a desempeñar el rol de asistente de César Vigevani en Huachipato de Chile, y posteriormente, en 2018, también ejerció como asistente de Vigevani en Sport Boys Warnes de Bolivia.
En agosto de 2018 asumió el cargo de entrenador de Gualaceo en la Serie B de Ecuador.
En marzo de 2020, fue contratado como entrenador del Cibao Fútbol Club de República Dominicana, logrando que el club se coronara campeón de la Liga Dominicana de Fútbol en 2021 y 2022.
Alonso dejó el Cibao al final de la temporada 2022, y posteriormente regresó a Ecuador para hacerse cargo de las categorías inferiores de Norte América. En 2024, después de que este último club estableciera una asociación con Aucas , se convirtió en entrenador de su equipo juvenil antes de ser designado a cargo del primer equipo el 4 de julio de ese año.
Durante su breve gestión en Aucas, dirigió solo dos partidos oficiales. En el primero, logró una victoria convincente por 5-1 contra La Castellana en los dieciseisavos de final de la Copa Ecuador. Sin embargo, su segundo partido fue una derrota aplastante por 4-0 frente a Orense en la primera fecha de la segunda etapa de la LigaPro, lo que afectó considerablemente la confianza de la directiva en su capacidad de liderar al equipo. Debido a esta derrota significativa y la falta de resultados fue despedido el 6 de agosto de 2024, apenas un mes después de su nombramiento, siendo reemplazado por Sebastián Blázquez.

## Clubes

### Como futbolista
| Club                      | País      | Año       |
| ------------------------- | --------- | --------- |
| Racing                    | Argentina | 1991-1994 |
| Almirante Brown           | Argentina | 1994-1995 |
| Coras                     | México    | 1995-1996 |
| Dock Sud                  | Argentina | 1997-1998 |
| Argentino de Quilmes      | Argentina | 1998-2000 |
| Estudiantes de Río Cuarto | Argentina | 2000-2001 |
| Deportivo Saquisilí       | Ecuador   | 2002      |

### Como entrenador

#### Como asistente
| Club                  | País    | Asistente de   | Año       |
| --------------------- | ------- | -------------- | --------- |
| Macará                | Ecuador | Víctor Luna    | 2005      |
| Manta                 | Ecuador | Fabian Bustos  | 2009-2010 |
| Deportivo Quito       | Ecuador | Fabian Bustos  | 2011      |
| Imbabura              | Ecuador | Fabian Bustos  | 2011      |
| Técnico Universitario | Ecuador | Fabian Bustos  | 2012      |
| Macará                | Ecuador | Fabian Bustos  | 2012-2013 |
| Manta                 | Ecuador | Fabian Bustos  | 2013      |
| Cobreloa              | Chile   | César Vigevani | 2015-2016 |
| Huachipato            | Chile   | César Vigevani | 2017      |
| Sport Boys Warnes     | Bolivia | César Vigevani | 2018      |

#### Como entrenador principal
| Club                  | País                 | Año           |
| --------------------- | -------------------- | ------------- |
| Deportivo Saquisilí   | Ecuador              | 2003          |
| Manta                 | Ecuador              | 2014-2015     |
| Técnico Universitario | Ecuador              | 2015          |
| Manta                 | Ecuador              | 2017          |
| Gualaceo              | Ecuador              | 2018-2019     |
| Cibao                 | República Dominicana | 2020-2023     |
| Aucas                 | Ecuador              | 2024-presente |

## Palmarés

### Como entrenador

#### Campeonatos nacionales
| Título                    | Club  | País                 | Año  |
| ------------------------- | ----- | -------------------- | ---- |
| Liga Dominicana de Fútbol | Cibao | República Dominicana | 2021 |
| Liga Dominicana de Fútbol | Cibao | República Dominicana | 2022 |